# Maffeo Giovanni Ducoli
Maffeo Giovanni Ducoli (San Mauro di Saline, 7 novembre 1918 – Negrar, 28 agosto 2012) è stato un vescovo cattolico italiano.

## Biografia
Nato a San Mauro di Saline il 7 novembre 1918 da genitori brenesi, venne ordinato sacerdote il 30 maggio 1942. Alunno del Pontificio seminario lombardo dal 1943 al 1945, conseguì la laurea in utroque iure presso la Pontificia Università Lateranense.
Nominato vescovo ausiliare di Verona, titolare di Fidene, il 22 aprile 1967 da papa Paolo VI, ricevette l'ordinazione episcopale per l'imposizione delle mani del vescovo Giuseppe Carraro il 14 maggio dello stesso anno.
Nominato vescovo delle diocesi di Belluno e di Feltre il 7 ottobre 1975, il 23 novembre dello stesso anno prese possesso canonico prima della diocesi di Feltre e poi della diocesi di Belluno.
A seguito dell'unificazione delle due diocesi, disposta dalla Congregazione per i vescovi il 30 settembre 1986, venne nominato primo vescovo della diocesi di Belluno-Feltre.
Si impegnò nel restauro della basilica cattedrale di San Martino, del vescovado e della curia di Belluno, del Villaggio San Paolo a Cavallino-Treporti, della Villa Gregoriana a San Marco di Auronzo; inoltre si adoperò per la realizzazione del Centro di spiritualità e cultura "Papa Luciani" a Santa Giustina Bellunese e del santuario Santa Maria Immacolata Nostra Signora di Lourdes sull'Alpe del Nevegàl.
Fu l'artefice dei soggiorni estivi di papa Giovanni Paolo II a Lorenzago di Cadore.
Il 2 gennaio 1996 papa Giovanni Paolo II accettò la sua rinuncia al governo pastorale della diocesi di Belluno-Feltre per raggiunti limiti d'età; il 21 gennaio dello stesso anno concluse il suo servizio episcopale in diocesi.
Il 19 luglio 2008, durante una cerimonia tenutasi a Belluno nel salone di Palazzo dei Rettori, fu insignito dell'onorificenza di cavaliere di gran croce dell'Ordine al merito della Repubblica italiana.
Si spense a Negrar il 28 agosto 2012, poco prima delle 6 del mattino, all'età di 93 anni. Il rito funebre si tenne il 3 settembre a Verona nella chiesa di Sant'Anastasia e fu presieduto dal patriarca di Venezia Francesco Moraglia, presidente della Conferenza episcopale triveneta, concelebranti gli arcivescovi Andrea Bruno Mazzocato, Luigi Bressan, Antonio Mattiazzo, Rino Passigato e Pietro Brollo ed i vescovi Giuseppe Andrich, Giuseppe Zenti, Giuseppe Pellegrini, Lucio Soravito de Franceschi, Carlo Mazza, Flavio Roberto Carraro, Paolo Magnani, Alfredo Magarotto e Andrea Veggio. Fu tumulato a Breno nella chiesa campestre di San Maurizio dopo una messa di suffrugio presieduta in duomo dal cardinale Giovanni Battista Re e concelebrata dall'arcivescovo Giovanni Battista Morandini, dal vescovo Giuseppe Andrich, dal pro-vicario generale della diocesi di Brescia Cesare Polvara e da una cinquantina di sacerdoti.

## Genealogia episcopale
La genealogia episcopale è:
- Cardinale Scipione Rebiba
- Cardinale Giulio Antonio Santori
- Cardinale Girolamo Bernerio, O.P.
- Arcivescovo Galeazzo Sanvitale
- Cardinale Ludovico Ludovisi
- Cardinale Luigi Caetani
- Cardinale Ulderico Carpegna
- Cardinale Paluzzo Paluzzi Altieri degli Albertoni
- Papa Benedetto XIII
- Papa Benedetto XIV
- Papa Clemente XIII
- Cardinale Marcantonio Colonna
- Cardinale Giacinto Sigismondo Gerdil, B.
- Cardinale Giulio Maria della Somaglia
- Cardinale Carlo Odescalchi, S.I.
- Cardinale Costantino Patrizi Naro
- Cardinale Lucido Maria Parocchi
- Cardinale Agostino Gaetano Riboldi
- Vescovo Francesco Ciceri
- Vescovo Ferdinando Rodolfi
- Vescovo Antonio Mantiero
- Vescovo Giuseppe Carraro
- Vescovo Maffeo Giovanni Ducoli